# Világűr (X-akták)
A Világűr az X-akták c. televíziós sorozat első évadának kilencedik része.

## Cselekmény
Michelle Generoo, az űrsikló program irányító központjának munkatársa titokban találkozik két ügynökkel. Mutat nekik egy röntgenfelvételt az űrsikló egy részéről, amelyet szerinte valaki megrongált. A felvételek eredete ismeretlen, akárcsak az, hogy miként volt képes bárki is megrongálni a siklót. A kilövést az utolsó pillanatban fújták le, amikor a szelepek meghibásodtak és a katasztrófa már majdnem bekövetkezett. A NASA mechanikus hibának nyilvánította az esetet és nem szándékos szabotázsnak, de Generoo másképp gondolja.
Mulder és Scully felkeresi az űrprogram vezetőjét, Marcus Aurelis Belt alezredest, azt az asztronautát, aki az Apollo–8-cal repült annak idején. Belt ragaszkodik hozzá, hogy nem történhetett szándékos rongálás ilyen szigorú biztonsági körülmények között, ami az űrsiklót és a kilövés helyét övezi.
Amikor a következő kilövés után az űrsikló pályára áll, megtörténik a katasztrófa. Generoo, akinek a férje az egyik űrhajós odafent, azonnal visszaindul az irányító központba. Útközben sűrű ködbe kerül, amelyből egy rémisztő kinézetű arc jelenik meg a kocsija előtt és a nő elveszti uralmát az autó felett.
Mulderék a segítségére sietnek és együtt érkeznek a központba, ahol a technikusok éppen forgásba akarják hozni az űrhajót, hogy ezzel lehűtsék. Belt lekapcsoltatja a távvezérlést és utasítja az asztronautákat, hogy kézi irányítással haladjanak tovább. Habár a művelet igen veszélyes, sikerül véghezvinni.
Belt visszavonul és a testéből egy ködalak emelkedik ki, amely felszáll az űrsiklóhoz és megrongálja az oxigéntartályt. Belt utasítja az űrhajósokat, hogy vegyék fel a szkafandereket és folytassák a tervezett programot. Generoo biztosra veszi, hogy Beltnek fontosabb a küldetés, mint az űrhajósok élete.
Beltre rohamok jönnek és Mulder, Scully segítségével, lefogja a férfit. Generoo átveszi a parancsnokságot és visszarendeli az űrsiklót. Belt kijelenti, hogy amennyiben a visszatérő űrhajó nem hajt végre 35 fokos pályamódosítást, elég a légkörbe való belépéskor. Generoo hisz neki és kiadja a parancsot, megmentve ezzel az űrsikló személyzetét.
Beltre újabb rohamok törnek és kiveti magát az emeletről. Mulder szerint Beltet megszállta egy földönkívüli szellem, amikor a férfi a Gemini–8-on repült és Belt azóta küzdött ezzel a gonosz idegennel. Az idegen arra használta fel a férfit, hogy meghiúsítson űrrepüléseket. Mikor Belt rájött, mindent megtett, hogy jóvátegye a történteket. Mulder szerint Belt küldte a röntgenfelvételeket is, hogy elejét vegye a szerencsétlenségnek.

## Bennfentes
- Hasonló történetet mutat be az egykor népszerű sci-fi sorozat, a Dr. Who, egyik epizódja, „A halál nagykövetei” is.
- Ez volt a legköltségesebb rész az első szezon filmjei között, a legdrágább dolog a NASA irányítóközpontjának megépítése volt.
- Chris Carternek nem tetszett ez a rész. Szerinte az alapötlet működhet, de az epizódot nem gondolták át rendesen, így Carter az első évad legrosszabb részének titulálta a Világűrt. R. W. Goodwin viszont nagyon elégedett volt a grafikusok munkájával.